# 拉荷·阿雷
拉荷·阿雷（1854年—1943年），臺灣原住民布農族頭目，以領導族人武裝反抗日本統治而聞名，是抗日運動中少數能得善終的原住民領袖。台灣總督府稱其為「最後歸順蕃」。

## 生平

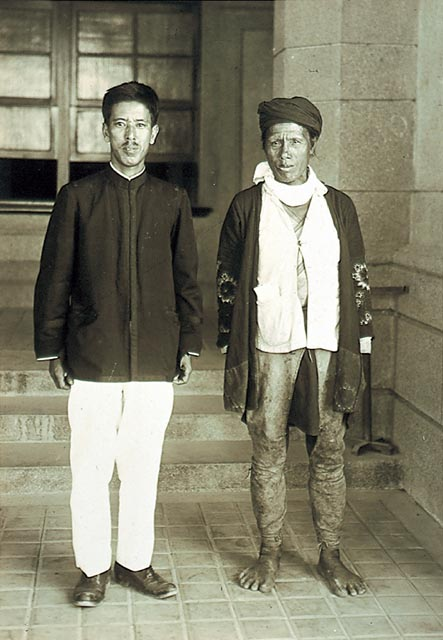
在高雄州廳的拉荷·阿雷

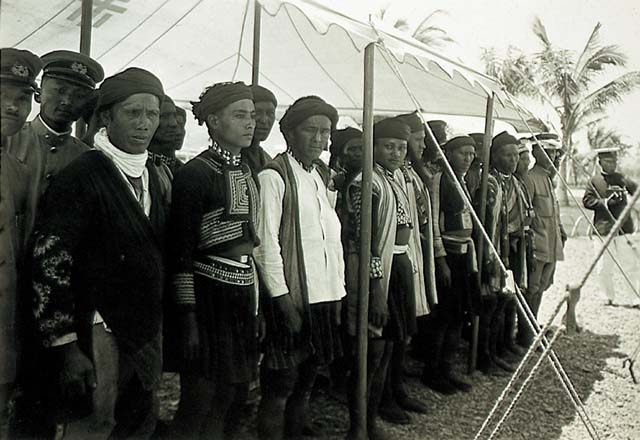
在高雄州廳參加「歸順儀式」的塔馬荷社人。

出身於今南投縣郡社群中的 Takis Talan 小氏族，後被推舉為今花蓮縣卓溪鄉大分部落頭目。
其妻子名為 Ali，因此連名後被人稱 Dahu Ali，活躍於花蓮縣的拉庫拉庫溪流域和臺東縣新武路溪流域，以及高雄縣荖濃溪上游。
拉荷·阿雷之後遷居到花蓮卓溪鄉大分地區；日本人與當地族人原本過著相安無事的日子，直到1914年官方進行對「南蕃槍枝收繳行動」，開始有巨大的改變。1915年，拉庫拉庫溪流域各地先後發生布農族人襲擊駐在所、連鎖抗警事件，根據《理蕃誌稿》記載，2月23日來自臺東廳社摩天格魯（Matinkulu）支社、戒茂斯（Haimus）兩社約二十名布農族人，由拉荷家族帶領，圍攻大分駐在所。5月12日是喀西帕南事件，5月17日則為大分事件，官方文書記載大分事件的起因，是因南蕃槍枝收繳行動。
部落族人則認為是拉荷·阿雷之兄長呼頌（Husung）因故被日警捉走，拘禁受虐，返回部落後便去世，使拉荷·阿雷家族對日警不滿。拉荷·阿雷在大分事件中親手刃七名日警。
整個拉荷·阿雷兄弟的抗日行動自1915年到1933年4月22日，多年游擊戰騷擾日警，最後逼得臺灣總督府不得不接受拉荷·阿雷的條件。當時花蓮港廳警務部課長代理蓬田吉兵衛警部，提出的和解辦法是讓布農族美女華利斯（Valis，漢名：顏涼娘）與拉荷·阿雷的次子西達結婚 。在高雄州廳舉辦mapakasil（和解）儀式，日本官方則稱為「歸順儀式」，創下日本管治原住民史上的首例，也結束了18年之久的抗爭。
根據《理蕃之友》第三卷記載，拉荷·阿雷於1941年去世，享年72歲。其曾孫Istanda Subali（顏國昌），曾任行政院原民會綜合企劃組組長、高雄市桃源區區長。

## 延伸閱讀
- 300游擊隊，抗戰18年──布農族抗日英雄Dahu-ali（拉荷．阿雷），顏國昌，原住民族文獻第十三期，2014